# Manfred Thaller
Manfred Thaller (* 18. März 1950 in Feldbach) ist ein österreichischer Historiker und pensionierter Hochschullehrer für Historisch-Kulturwissenschaftliche Informationsverarbeitung an der Universität zu Köln.
Ursprünglich als Historiker entwickelte er seit 1976 Lösungsmöglichkeiten der Informatik für Fragestellungen aus den Geisteswissenschaften, dort häufig – aber nicht ausschließlich – historische Fragestellungen.

## Biografie
Manfred Thaller studierte ab 1970 Geschichte und orientalische Altertumskunde an der Universität Graz. 1975 wurde er dort mit der Dissertation „Studien zum Europäischen Amerikabild. Darstellung und Beurteilung der Politik und inneren Entwicklung der Vereinigten Staaten von Amerika in Deutschland, Großbritannien und Österreich zwischen 1840 und 1941 im Vergleich“ in moderner Geschichte promoviert. In einem Interview mit Julianne Nyhan sprach er hierzu über seine Entwicklung und Nutzung von Programmiersprachen.
Anschließend spezialisierte er sich als Postdoktorand in (empirischer) Soziologie am Institut für Höhere Studien in Wien auch auf historische Mobilitäts-Studien. Gleichzeitig wirkte er an Forschungsprojekten über die Geschichte der Familie, das Alltagsleben im Mittelalter sowie Verzahnungen zwischen Aufsichtsräten in deutschen und österreichischen Unternehmen mit.
Ab 1978 arbeitete er in Göttingen als wissenschaftlicher Mitarbeiter und Forschungsbeauftragter im Max-Planck-Institut für Geschichte. Dort war er verantwortlich für Design und Implementation eines allgemeinen datenbankorientierten Programmiersystems für Historiker, das unter dem Namen „kleio“ in der Fachwelt Verbreitung fand und zur Grundlage einer Reihe von Forschungsprojekten wurde. Gleichzeitig forschte er zu allgemeinen Methoden einer historischen Informatik.
Von 1991 bis 1994 war er Präsident der Association for History and Computing.
1995 hatte er eine Teilzeitprofessur an der Universität Bergen in Norwegen, wo er für die Lehre in „Historischer Computerwissenschaft“ verantwortlich war. Von September 1997 bis Februar 2000 war er Gründungsdirektor, dann dauerhafter Direktor des „Humanities Information Technology Research Programme“ und des angeschlossenen Forschungszentrums der Universität Bergen. Dort war er Professor der geisteswissenschaftlichen Fakultät.
Ab März 2000 war er Professor der «Historisch Kulturwissenschaftlichen Informationsverarbeitung» an der Universität zu Köln. Im Rahmen dieser Professur engagierte er sich lange Zeit in Forschungsprojekten zu Digitalisierung und Langzeitarchivierung von (historischen) Dokumenten. In den letzten Jahren verstärkte er seinen Fokus auf den Bereich der Digital Humanities.
Im Juli 2015 wurde er emeritiert.
Darüber hinaus war er 2002–2008 Mitglied des Library Committee der DFG und 2010–2014 Mitglied des Strategy board of the eHumanities initiative im Bundesministerium für Bildung und Forschung.

## Ausgewählte Forschungsinteressen, Projekte und Publikationen

### Forschungsinteressen
- Theorie der Digitalen Geisteswissenschaften
- Nicht relationale Datenmodelle, Beziehung markup/Datenmodelle
- Digitale Bibliotheken, Digitale Langzeitarchivierung
- 3D-Rekonstruktionen „verlorener Räume“
- Gamification

### Projekte
- Digitale Handschriftenbibliothek Köln (CEEC)[6]
- Deutsches digitales Bildarchiv für Kunst- und Kulturwissenschaften (Prometheus)[7], dabei ausschließlich verantwortlich für die verteilte (passwortgeschützte) Datenbank dieses Projekts
- Digitales Archiv NRW DA-NRW[8] bis März 2014

### Projektbeteiligungen Europäische Digitale Bibliothek
- Delos
- Planets
- ENRICH
- e-ARK

### Publikationen
- (Ed.) From History to Applied Computer Science in the Humanities, HSR Supplement 29 (2017).
- (Ed.) Das Digitale Archiv NRW in der Praxis, Hamburg 2013.
- Controversies around the Digital Humanities, ed. by Manfred Thaller = Special Issue in Historical Social Research. Vol. 37 (2012), No. 3.
- mit Simone Görl, Johanna Puhl: Empfehlungen für die weitere Entwicklung der Wissenschaftlichen Informationsversorgung des Landes NRW, epubli: Berlin 2011.
- (Ed.) The eXtensible Characterisation Languages – XCL, Hamburg 2009.

## Varia

### Gastprofessuren
- Hebräische Universität Jerusalem (1987)
- Queen Mary University of London (1993)
- Europäisches Hochschulinstitut, Florenz (1993)

### Projektleitungen
- «WORM's als Editionsmedium für historische Datenbanken», 1987–1988 (gefördert durch IBM Germany)
- «Entwicklung fachspezifischer Software für die Historischen Wissenschaften», 1988–1992 (VW Stiftung)
- «Digitale Archive», 1996–1999 (VW Stiftung)
- «European Cultural Heritage Technician», 1998–2000 (European Union, DG XXII).
- «Codices Electronici Ecclesiae Coloniensis» 2000–2004 (DFG)
- «Evaluation deutscher Digitalisierungsaktivitäten» 2004–2005 (DFG)
- «Verteilte Digitale Inkunabelbibliothek» 2004–2006 (DFG)

### Projektkoordinationen
- «Sicherstellung der Archive in Auschwitz», 1991–1997 (Verschiedene Förderer)
- «Autumn School for New Historical Methods at the Moscow State University», 1992–1996
- «Technology, Skills and Ressources for Historians of the Former Soviet Union», 1995/1996

### Evaluierende und Beratende Projekte
- Evaluierung deutscher Förderprogramme zur Digitalisierung, Deutsche Forschungsgesellschaft (DFG) 2004/2005 und wiederholend 2011/2012
- Strategieentwicklung für das Forschungsministerium NRW, 2009/2010

### Sonstiges
- 1991–1994 Präsident der internationalen Gesellschaft «Association for History and Computing».
- 2000–2002 Mitglied des Ausschusses zu Dokumentliefersystemen bei der deutschen Forschungsgesellschaft (DFG).
- 2002–2008 Mitglied des Bibliotheksausschusses der DFG (Ausschüsse: Informationsmanagement (2002–2004); Informationssysteme für das Mittelalter und die Frühmoderne (2002–2004); Kulturelles Erbe (2002–2008))

## Lehrtätigkeiten
Neben den oben genannten Gastprofessuren übte Thaller eine regelmäßige Lehrtätigkeit in den 1980er und 90er Jahren in historischer Informationsverarbeitung in Göttingen (seit 1984) und München (seit 1985) aus. Zudem gab er Kurse und Seminare an den Universitäten Graz, Hamburg, Salzburg, Siegen und Wien. Es folgte eine intensive Lehrtätigkeit, hauptsächlich im Umgang mit verschiedenen Software-Paketen, an den Universitäten Budapest (CEU), Freiburg, Köln, Odense, Utrecht und Westfield College, London.
1979–1999 nahm Thaller als Lehrender an der summer school «Neue Methoden in der Geschichtswissenschaft» teil; ursprünglich an der Universität Linz, später an der Universität Salzburg, seit 1994 an den Universitäten von Bergen und Salzburg.
1987–1992 sowie 1994 und 1997 war er Organisator einer summer school über quellenorientierte Datenverarbeitung in Göttingen.

### Internationale Lehrtätigkeiten
- bis 2014: Lokaler Koordinator des europäischen Verbundstudiengangs European MA „EuroMACHS“ für Köln (Partnerhochschulen: Coimbra, Portugal; Köln, Deutschland; Lecce, Italien; Turku, Finnland)
- Vortragender auf preservation summer schools an den Universitäten in Chapel Hill, North Carolina; Glasgow; London; Rom.

## Publikationen
- «DESCRIPTOR. Probleme der Entwicklung eines Programmsystems zur computerunterstützten Auswertung mittelalterlicher Bildquellen», in: Europäische Sachkultur des Mittelalters, Wien 1980 (= Veröffentlichungen des Instituts für Mittelalterliche Realienkunde Österreichs. 4 = Sitzungsberichte der Österreichischen Akademie der Wissenschaften. Phil. hist. Kl. 374).
- «Automation on Parnassus. CLIO – A Databank Oriented System for Historians», in: Historical Social Research / Historische Sozialforschung 15 (July 1980). Volltext Zugang zum Reprint in HSR Supplement 29 (2017).
- «Datenbankorientierte Verfahren bei der maschinenunterstützten Auswertung historischen Quellenmaterials», in: Thomas Kneser (Ed.): Datenverarbeitung in den Geisteswissenschaften, Göttingen 1980 (= GWDG. Bericht 19).
- «Praktische Probleme bei der interdisziplinären Untersuchung von Gemeinschaften 'Langer Dauer'», in: Gerhard A. Ritter und Rudolf Vierhaus (Edd.): Aspekte der Historischen Forschung in Frankreich und Deutschland, Göttingen 1981 (= Veröffentlichungen des Max-Planck-Instituts für Geschichte, 69).
- Numerische Datenverarbeitung für Historiker, Wien/Köln 1982 (= Materialien zur Historischen Sozialwissenschaft. 1).
- «Zur Formalisierbarkeit hermeneutischen Verstehens in der Historie», in: Mentalitäten und Lebensverhältnisse, Göttingen 1982.
- «Klassifikatorische Voraussetzungen der Analyse historischer Quellen mittels formaler Verfahren», in: Peter Ihm und Ingetraut Dahlberg (Ed.): Numerische und Nichtnumerische Klassifikation zwischen Theorie und Praxis, Frankfurt 1982 (= Studien zur Klassifikation. 10).
- «Recycling the Drudgery. On the Integration of Software Supporting Secondary Analysis if Machine-Readable Texts into a DBMS», in: Linguistica Computazionale 3 (1983) Supplement.
- «Ein neues Eingabegerät: Die Kurzweil Data Entry Machine», in: Nachrichten für Dokumentation 34/6 (1983).
- «Mittelalterliche Realienkunde und EDV», in: Die Erforschung von Alltag und Sachkultur des Mittelalters, Wien 1984 (= Veröffentlichungen des Instituts für Mittelalterliche Realienkunde Österreichs. 6 = Sitzungsberichte der Österreichischen Akademie der Wissenschaften. Phil. hist. Kl. 433).
- «Datenbankorientierte Verfahren in der Geschichtswissenschaft», in: Bericht über den 15. Österreichischen Historikertag in Salzburg 1981, Wien 1984 (= Veröffentlichungen des Verbandes Österreichischer Geschichtsvereine. 23).
- «Ungefähre Exaktheit: Theoretische Grundlagen und praktische Möglichkeiten einer Formulierung historischer Quellen als Produkte 'unscharfer' Systeme», in: Herta Nagl und Franz Wimmer (Ed.): Neue Ansätze in der Geschichtswissenschaft. Eine philosophisch-historische Tagung, Wien 1984 (= Conceptus Studien. 1). Volltext Zugang zum Reprint in HSR Supplement 29 (2017).
- «Beyond Collecting. On the Design and Implementation of CLIO, a DBMS for the Historical Sciences», in: Robert F. Allen (Ed.): Data Bases in the Humanities and the Social Sciences 2, Osprey, Flo. 1985.
- mit Konrad Jarausch und Gerhard Arminger: Quantitative Methoden in der Geschichtswissenschaft, Darmstadt 1985.
- «Possiamo permetterci di usare il computer? Possiamo permetterci di non usarlo?», in: Quaderni Storici 60 (1985).
- «Can We Afford to Use the Computer; Can We Afford not to Use it?» In: H. Millet (Ed.) Informatique et Prosopographie, Paris 1986.
- «A Draft Proposal for the Coding of Machine Readable Sources», in: Historical Social Research / Historische Sozialforschung 40 (October 1986).
- «Methods and Techniques of Historical Computation», in: Peter Denley and Deian Hopkin (Edd.): History and Computing, Manchester 1987.
- «Auf dem Weg zu einem Standard für maschinenlesbare Quellen», in: Friedrich Hausmann u. a. (Hrsg.): Datennetze für die Historischen Wissenschaften?, Graz 1987.
- «The Daily Life of the Middle Ages, Editions of Sources and Data Processing», in: Medium Aevum Quotidianum 10 (1987).
- «Secundum Manus. Zur Datenverarbeitung mehrschichtiger Editionen», in: Günter Cerwinka u. a. (Hrsg.): Beiträge zur Geschichte und Ihren Grundlagen. Festschrift Friedrich Hausmann zum 70. Geburtstag, Graz 1987.
- «Vom Beleg zum Begriff. Der Beitrag der Datenverarbeitung zur Lösung von Terminologieproblemen», in: G. M. Dienes u. a. (Hrsg.): Ut populus ad historiam trahatur, Graz 1988.
- «Gibt es eine fachspezifische Datenverarbeitung in den historischen Wissenschaften? Quellenbanktechniken in der Geschichtswissenschaft», in: Karl Heinrich Kaufhold and J. Schneider (Edd.): Geschichtswissenschaft und elektronische Datenverarbeitung, Wiesbaden 1988.
- «A Draft Proposal for a Format Exchange Program.», in: Jean-Philippe Genet (Ed.): Standardisation et \'echange des bases de donnèes historiques. Actes de la troisème Table Ronde internationale tenue au L.I.S.H. (C.N.R.S.), Paris 1988.
- «Was sind 'fortgeschrittene Kenntnisse' in formalen Verfahren für Historiker?», in: Manfred Thaller, Gerhard Botz u. a. (Hrsg.): Qualität und Quantität. Zur Praxis der Methoden der Historischen Sozialwissenschaft. Frankfurt / New York 1988.
- «Wider den Guru», in: Manfred Thaller, Gerhard Botz u. a. (Hrsg.): Qualität und Quantität. Zur Praxis der Methoden der Historischen Sozialwissenschaft. Frankfurt / New York 1988.
- Kleio. Ein Datenbanksystem. St. Katharinen 1989 and later editions (= Halbgraue Reihe zur Historischen Fachinformatik. B 1).
- Query Net I/O St. Katharinen 1989 (= Halbgraue Reihe zur Historischen Fachinformatik. B 2).
- «Have Very Large Data Bases Methodological Relevance?», in: Otto Opitz (Ed.): Conceptual and Numerical Analysis of Data, Berlin 1989.
- «Warum brauchen die Geschichtswissenschaften fachspezifische datentechnische Lösungen? Das Beispiel kontextsensitiver Datenbanken», in: Manfred Thaller and Albert Müller (Edd.): Computer in den Geisteswissenschaften. Konzepte und Berichte, Frankfurt a. Main 1989 (= Studien zur Historischen Sozialwissenschaft. 7).
- «The Need for a Theory of Historical Computing», in: Peter Denley u. a. (Hrsg.): History and Computing II, Manchester and New York 1989.
- «Geographische Angaben in einer Historischen Datenbank.», in: Eratosthene-Sphragide 2 (1990).
- «Databases and Expert Systems as Complementary Tools for Historical research», in: Tijdschrift voor Geschiedenis 103 (1990).
- «Entzauberungen. Die Entwicklung einer fachspezifischen historischen Datenverarbeitung in der Bundesrepublik», in: W. Prinz und P. Weingart (Edd.): Die sogenannten Geisteswissenschaften: Innenansichten, Frankfurt a. Main 1990. Volltext Zugang zum Reprint in HSR Supplement 29 (2017).
- «The Need for Standards: Data Modelling and Exchange», in: Daniel Greenstein (Ed.): Modelling Historical Data, St. Katharinen 1991 (= Halbgraue Reihe zur Historischen Fachinformatik. A 11). Volltext Zugang zum Reprint in HSR Supplement 29 (2017).
- «The Historical Workstation Project», in: Historical Social Research / Historische Sozialforschung. Vol. 16 (1991) No. 4.
- «The Historical Workstation Project», in: Computers and the Humanities 25 (1991).
- «The Historical Workstation Project», in: Josef Smets (Ed.): Histoire et Informatique, Montpellier 1992.
- «The Processing of Manuscripts», in: Manfred Thaller (Ed.): Images and Manuscripts in Historical Computing, St. Katharinen 1992 (= Halbgraue Reihe zur Historischen Fachinformatik. A 14).
- «Bildanalyse in der Geschichtswissenschaft», in: W. Neubauer und K.-H. Meier (Edd.): Deutscher Dokumentartag 1991. Proceedings, Frankfurt am Main 1992.
- «On the Conception, Training and Employment of Historical Data and Knowledge Daemons», in: Jan Oldervoll (Ed.): Eden or Babylon?, St. Katharinen 1992.
- «Von der Mißverständlichkeit des Selbstverständlichen», in: Rudolf Vierhaus u. a. (Hrsg.): Frühe Neuzeit – Frühe Moderne. Forschungen zur Vielschichtigkeit von Übergangsprozessen, Göttingen 1992 (= Veröffentlichungen des Max-Planck-Instituts für Geschichte. 104). Volltext Zugang zum Reprint in HSR Supplement 29 (2017).
- Kleio. A Database System, St. Katharinen 1993 (= Halbgraue Reihe zur Historischen Fachinformatik. B 11).
- «The Archive on the Top of your Desk? On Self-Documenting Image Files», in: Jurij Fikfak and Gerhart Jaritz (Edd.): Image Processing in History: towards Open Systems, St. Katharinen 1993 (= Halbgraue Reihe zur Historischen Fachinformatik. A 16). Volltext Zugang zum Reprint in HSR Supplement 29 (2017).
- «Historical Information Science: Is there such a Thing? New Comments on an Old Idea», in: Tito Orlandi (Edd.): Seminario discipline umanistiche e informatica. Il problema dell' integrazione, Roma 1993 (= Contributi Del Centor Linceo Interdisciplinare 'Beniamo Segre'. 87). Volltext Zugang zum Reprint in HSR Supplement 29 (2017).
- «Source Oriented Data Processing», in: Informatik Forum 8 (1994).
- «Die Herausforderung großer Korpora unstrukturierter Texte», in: Max-Planck-Gesellschaft. Berichte und Mitteilungen 1 / 1994.
- «Bilder und Manuskripte als Gegenstand der rechnergestützten Bearbeitung», in: EDV-Tage Theuern 1993. Kolloquiumsbericht, München 1994.
- «Source Oriented Data Processing and Quantification. Distrustful Brothers», in: Manfred Thaller u. a. (Hrsg.): Statistics for Historians: Standard Packages and Specific Historical Software, St. Katharinen 1995 (= Halbgraue Reihe zur Historischen Fachinformatik. A 26). Volltext Zugang zum Reprint in HSR Supplement 29 (2017).
- «The Archive on Top of Your Desk: An Introduction to Self-Documenting Image Files», in: Historical Methods 28 (1995).
- «Inventare und Forschungssysteme: Zwei Seiten einer Münze oder unterschiedliche Währungen?», in: EDV-Tage Theuern 1995. Kolloquiumsbericht, München 1996.
- «L'immagine del passato: archiviare ed accedere a fonti culturali visive», in: Schede Umanistiche 11 (1997).
- «Virtuelle (Zeit-)geschichte? Eine Disziplin zwischen Popularität, Postmoderne und dem Post-Post-Positivismus.», in: Gertraud Diendorfer u. a. (Hrsg.): Zeitgeschichte im Wandel, Innsbruck: Studien Verlag, 1998.
- «Bilddatenbanken im Internet», in: EDV-Tage Theuern 1997. Kolloquiumsbericht, München 1998.
- «Digitale Archive: Technik und Methode», in: Hans-Heinrich Ebeling und Manfred Thaller (Edd): Digitale Archive, Göttingen 1999, S. 125–162.
- «Historische Datenbanken. Vorteile und Probleme», in: Geschichte und Informatik 11 (2000), S. 7–25.
- „Vom verschwindenden Unterschied zwischen Datenbanken und Texten. Konsequenzen neuerer WWW Technologien am Beispiel von museumsnahen Datenbanken.“, in: EDV-Tage Theuern 2000. Kolloquiumsbericht, München 2001.
- „Die Handschriftenbibliothek des Kölner Doms im Internet“, in: Codices Electronici Ecclesiae Coloniensis. Eine mittelalterliche Kathedralbibliothek in digitaler Form. Göttingen 2001, S. 21–39.
- „From the Digitized to the Digital Library“, in: D-Lib Magazine, February 2001, URL: http://www.dlib.org/dlib/february01/thaller/02thaller.html Auch Volltext Zugang zum Reprint in HSR Supplement 29 (2017).
- „Historische Fachinformation & Historische Fachinformatik schwierige Beziehungen“, in: Information in Wissenschaft und Praxis, 6 / 2003, S. 325–329.
- „Kultur und Informatik Spannung und Symbiose“, in: Eva Moser and Rainer S. Elkar (Eds.): Perspektiven der Wissensgesellschaft, München 2003.
- „Texts, Databases, Kleio. A Note on the Architecture of Computer Systems for the Humanities“, in: Dino Buzzetti, Giuliano Pancaldi, Harold Short (Eds.): Digital Tools for the History of Ideas (= Office for Humanities Communication series. 17), London 2004, S. 49–76.
- „Digital Manuscripts as base line for dynamic editions“, in: Digital Technology and Philological Disciplines, eds. Andrea Bozzi, Laura Cignoni, Jean-Louis Lebrave, in: Linguistica Computazionale XX-XXI (2004), S. 489–511.
- „Reproduktion, Erschließung, Edition, Interpretation. Ihre Beziehungen in einer digitalen Welt“, in: Brigitte Merta, Andrea Sommerlechner und Herwig Weigl (Edd.): Vom Nutzen des Edierens, Wien 2005 (= MIÖG. Erg.Band 47), S. 205–227. Reprint in HSR Supplement 29 (2017).
- „Historische Fachinformatik“ – Ein Kölner Modell, in: Daniel Burckhardt, Rüdiger Hohls und Vera Ziegeldorf (Edd.): .hist 2003 Geschichte und Neue Medien, Berlin 2005 (= Historisches Forum. 7, 2005) Teilband I. Persistent URL: https://edoc.hu-berlin.de/e_histfor/7_I/ bzw. https://edoc.hu-berlin.de/e_histfor/7_I/PDF/HistFor_7-2005-I.pdf.

### Als Herausgeber
- 1981–1984 Software Editor für: Historical Social Research. = Historische Sozialforschung.
- 1989–1999: Halbgraue Reihe zur Historischen Fachinformatik.
- 2008–2013: Kölner Beiträge zu einer geisteswissenschaftlichen Fachinformatik.

- Die Praxis der Quantifizierung in der österreichischen Geschichtsforschung. Unterlagen der Arbeitssitzung des Arbeitskreises „Quantifizierung in der österreichischen Geschichtsforschung“ auf dem österreichischen Historikertag 1984 in Krems a. d. Donau. Ludwig-Boltzmann-Instituts für Historische Sozialwissenschaften, Göttingen u. a. 1984.
- Datenbanken und Datenverwaltungssysteme als Werkzeuge historischer Forschung (= Historisch-sozialwissenschaftliche Forschungen. 20). Scripta-Mercaturae-Verlag, St. Katharinen 1986, ISBN 3-922661-30-0.
- mit Ursula Klenk und Peter Scherber: Computerlinguistik und philologische Datenverarbeitung. = Linguistische Datenverarbeitung in den Geisteswissenschaften (= Linguistische Datenverarbeitung. 7). Beiträge der Jahrestagung der Gesellschaft für Linguistische Datenverarbeitung 1986 in Göttingen. Olms u. a., Hildesheim u. a. 1987, ISBN 3-487-07945-3.
- mit Gerhard Botz, Christian Fleck und Albert Müller: „Qualität und Quantität“. Zur Praxis der Methoden der Historischen Sozialwissenschaft (= Studien zur Historischen Sozialwissenschaft. 10). Campus, Frankfurt am Main u. a. 1988, ISBN 3-593-33880-7.
- mit Albert Müller: Computer in den Geisteswissenschaften. Konzepte und Berichte (= Studien zur Historischen Sozialwissenschaft. 7). Campus, Frankfurt am Main u. a. 1989, ISBN 3-593-33881-5.
- mit Heino Best und Ekkehard Mochmann: Computers in the Humanities and the Social Sciences. Achievements of the 1980s, Prospects for the 1990s. Proceedings of the Cologne Computer Conference 1988 Uses of the Computer in the Humanities and Social Sciences held at the University of Cologne, September 1988. Saur, München u. a. 1991, ISBN 3-598-11041-3.
- Images and Manuscripts in Historical Computing (= Halbgraue Reihe zur Historischen Fachinformatik. Serie A: Historische Quellenkunden. 14 = Medium Aevum Quotidianum. 26). Scripta-Mercaturae-Verlag, St. Katharinen 1992, ISBN 3-928134-53-1.
- mit Leonid Borodkin and John Turner: Statistics for Historians. Standard Packages and Specific Historical Software (= Halbgraue Reihe zur Historischen Fachinformatik. Serie A: Historische Quellenkunden. 26). Scripta-Mercaturae-Verlag, St. Katharinen 1995, ISBN 3-928134-90-6.
- mit Hans-Heinrich Ebeling: Digitale Archive. Die Erschließung und Digitalisierung des Stadtarchivs Duderstadt. Max-Planck-Institut für Geschichte, Göttingen 1999, ISBN 3-9806681-0-X.
- Codices Electronici Ecclesiae Coloniensis. Eine mittelalterliche Kathedralbibliothek in digitaler Form (= Fundus. Forum für Geschichte und ihre Quellen. Beiheft 1). Duehrkohp und Radicke, Göttingen 2001, ISBN 3-89744-178-0.
- Digitale Bausteine für die geisteswissenschaftliche Forschung (= Fundus. Forum für Geschichte und ihre Quellen. Beiheft 5). Duehrkohp und Radicke, Göttingen 2003, ISBN 3-89744-220-5.
- Retrospektive Digitalisierung von Bibliotheksbeständen. Evaluierungsbericht über einen Förderschwerpunkt der DFG. Universität zu Köln, Köln 2005, (online (PDF; 1,64 MB)).
- Controversies around the Digital Humanities (Historical Social Research. 37, 3 = Nr. 141, 2012, ISSN 0172-6404). GESIS – Leibniz Institute for the Social Sciences, Köln 2012.